# Mirano Carrilho
Mirano Carrilho (Amsterdam, 17 juli 1975) is een Nederlands voormalig voetballer die als verdediger speelde.
Carrilho begon zijn profcarrière bij HFC Haarlem, alwaar hij in het seizoen 1995/1996 debuteerde. Na zijn vijfde seizoen voor Haarlem vertrok de verdediger in 2000 naar het Duitse Rot-Weiss Essen, waar hij één seizoen verbleef. Hij keerde terug naar Nederland bij ADO Den Haag, waar hij in zijn eerste seizoen nog niet veel in actie kwam maar een jaar later vaste waarde werd. Dat seizoen werd ADO Den Haag kampioen van de eerste divisie en promoveerde zo naar de Eredivisie. In de eredivisie kwam hij tot 20 duels en aan het eind van het seizoen verkaste Carrilho naar De Graafschap. Die overgang bleek geen succes te zijn en al na een half jaar vertrok hij naar FC Dordrecht. Vanaf de zomer van 2005 speelde Carrilho voor het Apeldoornse AGOVV. In januari 2008 beëindigde hij per direct zijn loopbaan om meer bij zijn gezin te kunnen zijn, dit in verband met de ziekte van zijn eenjarige dochter. Hierna speelde hij in het amateurvoetbal.
Na zijn voetballoopbaan werd hij revalidatie-, personal- en fitnesstrainer.